# Eduard Eranosjan
Eduard Antranik Eranosjan (in bulgaro Едуард Антраник Ераносян?, traslitterazione anglosassone: Eduard Antranik Eranosyan; Plovdiv, 8 febbraio 1961) è un allenatore di calcio ed ex calciatore bulgaro, di ruolo attaccante.

## Palmarès

### Giocatore

#### Individuale
- Capocannoniere del campionato bulgaro: 1

1983-1984 (19 reti)

### Allenatore

#### Club
- Campionato bulgaro: 1

Lokomotiv Plovdiv: 2003-2004
- Supercoppa di Bulgaria: 1

Lokomotiv Plovdiv: 2004
- Girabola: 1

Kabuscorp: 2013